# Inés de León
Inés de León (Madrid, 1982) es una directora, guionista, actriz y publicista española.

## Trayectoria
Estudió Dirección de Cine en Escuela de Cine Septima Ars de Madrid y Dirección de Fotografía en la Escuela de Cinematografía y del Audiovisual de la Comunidad de Madrid (ECAM). Inició el rodaje de su primer largometraje, llamado ¿Qué te juegas?, a finales de 2017. Ha trabajado como directora y guionista en varios cortometrajes y piezas publicitarias, como la serie de cortos Fashion Dramas, en colaboración con la revista Vogue. Uno de sus primeros trabajos fue la webserie Inquilinos, cuyo rodaje comenzó en 2010 y donde trabajó con varios actores españoles conocidos.
En 2013, fundó la productora audiovisual "Freckles Films" junto con Borja Álvarez Ramírez.

## Obra

### Películas
La primera película dirigida por Inés de León, ¿Qué te juegas? (2019), es una comedia romántica protagonizada por Amaia Salamanca, Leticia Dolera y Javier Rey, con guion de la economista Astrid Gil-Casares y producida por la compañía Bowfinger Pictures.
En 2017 participó en la dirección de la película para televisión No soy como tú, emitida en Antena 3.
En 2022 dirigió y actuó en A todo tren 2. Sí, les ha pasado otra vez.

### Cortos
Ha trabajado en varios cortometrajes como directora, guionista y actriz. Entre ellos: 
- El casting (2014), que fue seleccionado en la final de los premios del público del Festival Cortos con Ñ.[6]

- La Carta (2016), un corto dirigido por Inés de León en exclusiva para el Correos Film Festival.[7]

### Webserie
Su primer trabajo como directora fue la webserie Inquilinos (2010), que alcanzó gran popularidad. Contó con la participación de varias actrices y actores conocidos del sector, como Amaia Salamanca, Dafne Fernández, Leticia Dolera y Eva Amaral, entre otros. La webserie está protagonizada por la propia Inés de León, que también es guionista, Rodrigo Taramona, Sabrina Praga y Bárbara Santa-Cruz.

### Contenido de marca
Desde 2015, De León es responsable de los Fashion Dramas, una serie de cortos que narran problemas cotidianos relacionados con la moda en tono de humor, para la web de la revista Vogue España. Dentro del contenido de marca o branded content, De León ha dirigido otros proyectos para Coca-Cola o Mercedes-Benz.

### Videoclips
De León también ha dirigido videoclips para artistas como Amaral, Marlango, Anni B Sweet, Lori Meyers o Lady Cherry. Su videoclip de A song for Elaine de Buffetlibre con Peter von Poehl fue seleccionado en 2014 para la sección oficial de La Jolla Fashion Film Festival (en cinco categorías, incluyendo mejor director) y del International Fashion Film Awards.

## Premios y nominaciones
| Año  | Premio                      | Categoría         | Trabajo nominado  | Resultado | Ref.   |
| ---- | --------------------------- | ----------------- | ----------------- | --------- | ------ |
| 2023 | Villanueva Showing Festival | Premio al Talento | Premio al Talento | Ganadora  | [ 11 ] |